# Sainte-Nathalène
Sainte-Nathalène (okzitanisch: Senta Nalena) ist eine französische Gemeinde mit 648 Einwohnern (Stand: 1. Januar 2022), gelegen im Département Dordogne in der Region Nouvelle-Aquitaine. Die Gemeinde liegt im Arrondissement Sarlat-la-Canéda und zum Kanton Sarlat-la-Canéda.

## Geographie
Sainte-Nathalène liegt in der Landschaft Périgord Noir, etwa 60 Kilometer südöstlich von Périgueux am Flüsschen Enéa. Umgeben wird Sainte-Nathalène von den Nachbargemeinden Proissans im Norden und Westen, Saint-Crépin-et-Carlucet im Norden, Salignac-Eyvigues im Nordosten, Simeyrols im Osten, Prats-de-Carlux im Süden und Südosten, Saint-Vincent-le-Paluel im Süden sowie Sarlat-la-Canéda im Südwesten.

## Einwohnerentwicklung
| Jahr                      | 1962 | 1968 | 1975 | 1982 | 1990 | 1999 | 2006 | 2013 |
| Einwohner                 | 303  | 310  | 297  | 346  | 364  | 471  | 510  | 578  |
| Quelle: Cassini und INSEE |      |      |      |      |      |      |      |      |

## Sehenswürdigkeiten
- Kirche Sainte-Nathalène aus dem 15./16. Jahrhundert
- Schloss Latour aus dem 15. Jahrhundert, Monument historique seit 1952
- Herrenhaus Massaud aus dem 16. Jahrhundert
- Mühle von La Tour aus dem 16. Jahrhundert

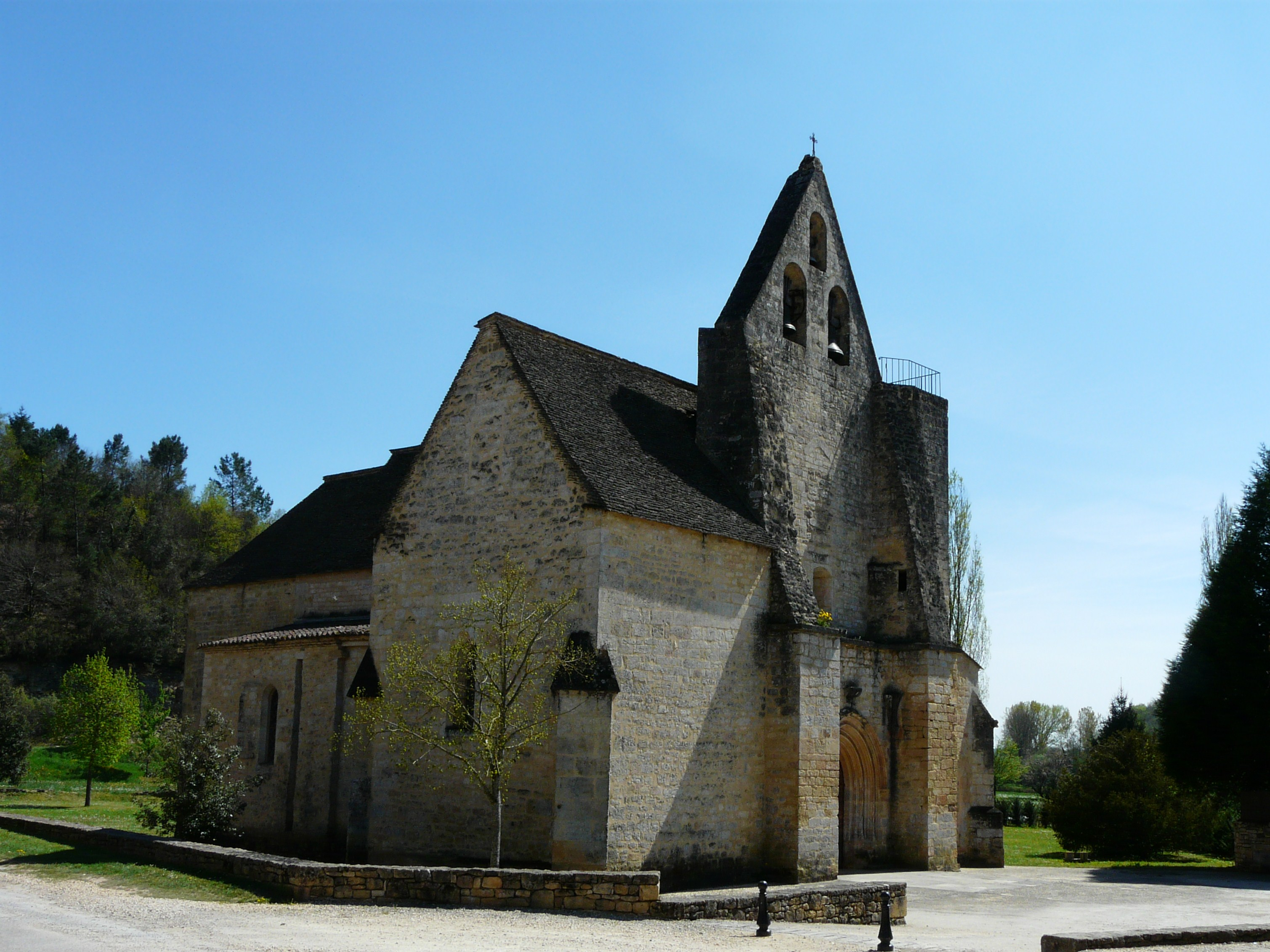
Kirche Sainte-Nathalène
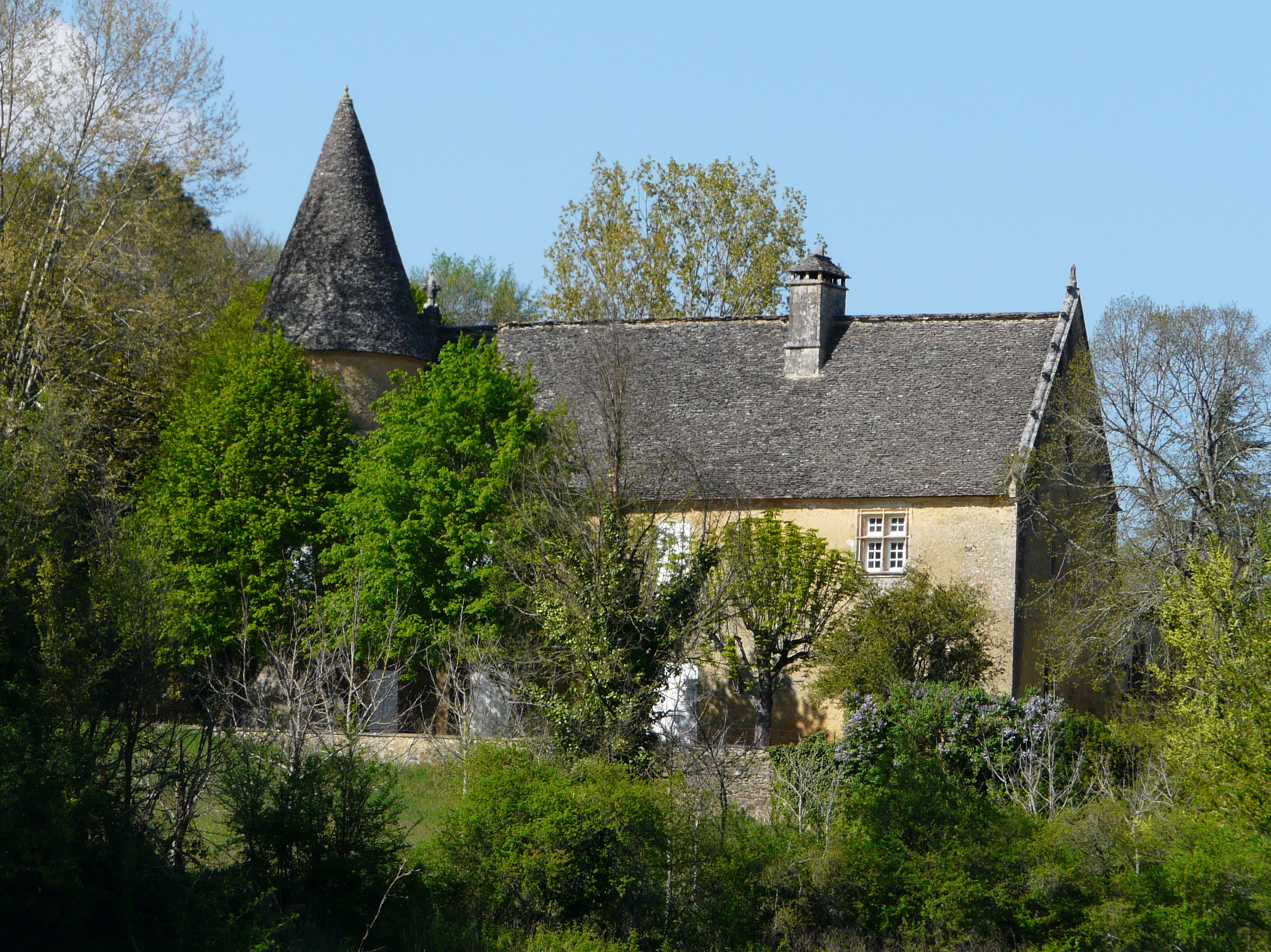
Schloss Latour
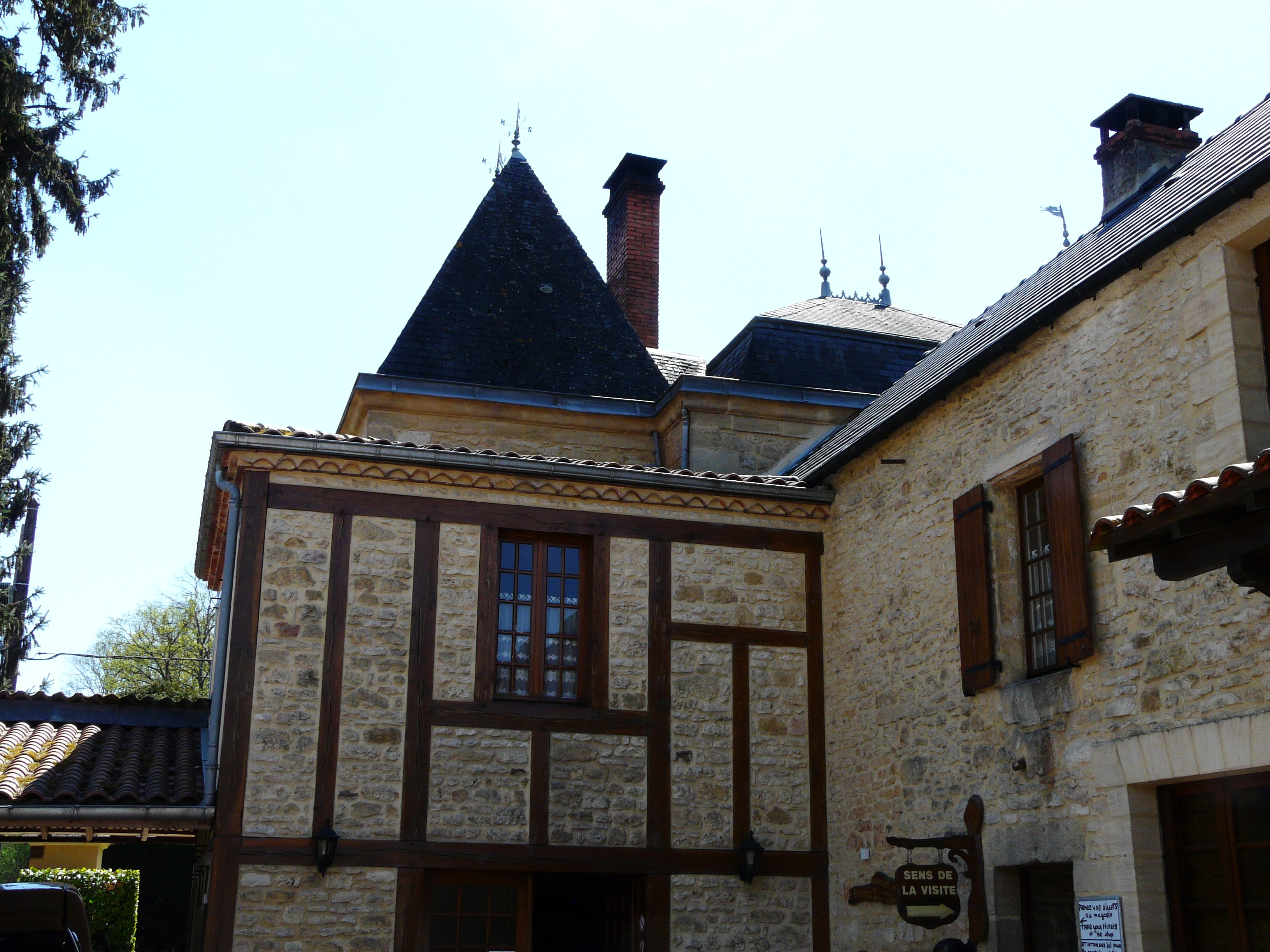
Mühle von La Tour